# Pasar Minggu (Dżakarta Południowa)

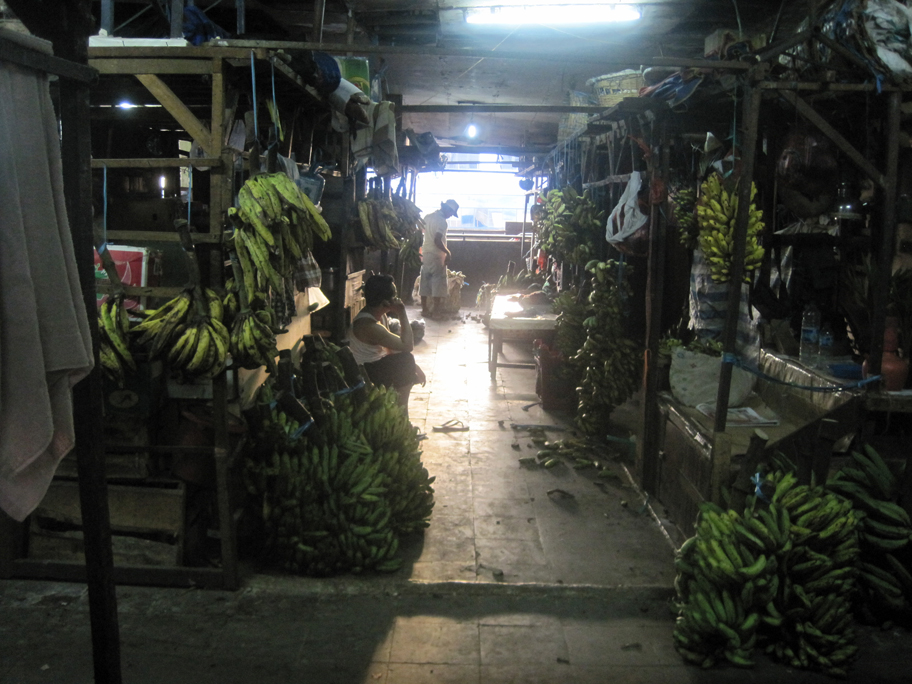
Targ bananowy w dzielnicy Pasar Minggu

Pancoran – dzielnica Dżakarty Południowej. Zamieszkuje ją 257 781 osób.

## Podział
W skład dzielnicy wchodzi siedem gmin (kelurahan):
- Pejaten Barat – kod pocztowy 12510
- Pejaten Timur – kod pocztowy 12510
- Pasar Minggu – kod pocztowy 12520
- Kebagusan – kod pocztowy 12520
- Jati Padang – kod pocztowy 12540
- Ragunan – kod pocztowy 12550
- Cilandak Timur – kod pocztowy 12560